# En medio de la tempestad
«En medio de la tempestad» es el primer sencillo del disco Cómo nace el universo de la cantante mexicana Gloria Trevi, tras cinco años de ausencia sobre los escenarios. Se estrenó en la radio mexicana el 11 de octubre de 2004.

## Composición
La canción habla acerca de las nuevas oportunidades que tiene la gente después de haber sufrido una caída, y que solo el amor de verdad puede aguantar las pruebas.

## Video musical
Dirigido por Alejandro Lozano y filmado en el frío bosque del Ajusco. Por palabras de la propia Gloria, los fanes son los verdaderos protagonistas del video. La niña que "salva" a Gloria es su sobrina, del mismo nombre.
El video fue presentado a finales de 2004, y comienza con Gloria teniendo un accidente de auto, después una niña se le acerca, le da la mano, van con mucha gente, que son los fanes, y al final, se muestra una unión entre todos.